# Liste des métros d'Europe
 (décembre 2020).
Cet article présente une liste des métros d'Europe.

## Liste des métros (toutes catégories)
Cette liste contient l’ensemble des réseaux de métro d’Europe, qu’il s’agisse de métros lourds, de métros légers, de prémétros ou de réseaux express régionaux.
| Ville               | Pays               | Article                                     | Longueur (km) | Lignes | Stations | Date d'ouverture | Passagers par an (en millions) |
| ------------------- | ------------------ | ------------------------------------------- | ------------- | ------ | -------- | ---------------- | ------------------------------ |
| Amsterdam           | Pays-Bas           | Métro d'Amsterdam                           | 42,5          | 4      | 52       | 1977             | 90                             |
| Anvers              | Belgique           | Prémétro d'Anvers                           | 8             | 5      | 11       | 1975             | 20                             |
| Athènes             | Grèce              | Métro d'Athènes                             | 57,7          | 3      | 58       | 1869             | 336                            |
| Bakou               | Azerbaïdjan        | Métro de Bakou                              | 36,7          | 3      | 25       | 1967             | 215                            |
| Barcelone           | Espagne            | Métro de Barcelone                          | 125           | 11     | 165      | 1924             | 405                            |
| Belgrade            | Serbie             | Beovoz                                      | 70            | 6      | 41       | 1995             | /                              |
| Belgrade            | Serbie             | Métro léger de Belgrade (Belam)             | 12,5          | 1      | 20       | en construction  | /                              |
| Bergen              | Norvège            | Métro léger de Bergen                       | 9,8           | 1      | 15       | 2010             | 10,2                           |
| Berlin              | Allemagne          | Métro de Berlin (U-Bahn)                    | 146,3         | 10     | 173      | 1902             | 553,1                          |
| Bilbao              | Espagne            | Métro de Bilbao                             | 43,31         | 2      | 40       | 1995             | 87,1                           |
| Brescia             | Italie             | Métro de Brescia                            | 13,7          | 1      | 17       | 2013             | 18,7                           |
| Bruxelles           | Belgique           | Métro de Bruxelles                          | 55,7          | 4      | 69       | 1976             | 151,7                          |
| Bruxelles           | Belgique           | RER de Bruxelles                            | 350           | 12     | 120      | 2015             | /                              |
| Bucarest            | Roumanie           | Métro de Bucarest                           | 77.87         | 5      | 61       | 1979             | 219                            |
| Budapest            | Hongrie            | Métro de Budapest                           | 39,4          | 4      | 52       | 1896             | 303                            |
| Catane              | Italie             | Métro de Catane                             | 5,7           | 1      | 7        | 1999             | 6                              |
| Charleroi           | Belgique           | Métro léger de Charleroi                    | 33,3          | 4      | 48       | 1976             | 5,6                            |
| Cluj-Napoca         | Roumanie           | Métro de Cluj-Napoca                        | 21.0          | 1      | 19       | en étude         |                                |
| Cologne             | Allemagne          | Métro de Cologne                            | 192,2         | 11     | 220      | 1968             | 209,8                          |
| Copenhague          | Danemark           | Métro de Copenhague                         | 21            | 2      | 22       | 2002             | 63                             |
| Dnipro              | Ukraine            | Métro de Dnipro                             | 7,8           | 1      | 6        | 1995             | 7,4                            |
| Donetsk             | Ukraine            | Métro de Donetsk                            | 9,6           | 1      | 6        | en construction  | /                              |
| Dortmund            | Allemagne          | Stadtbahn de Dortmund                       | 77            | 8      | 83       | 1984             | /                              |
| Düsseldorf          | Allemagne          | Stadtbahn de Düsseldorf                     | 68,5          | 7      | 98       | 1981             | /                              |
| Erevan              | Arménie            | Métro d'Erevan                              | 12,1          | 1      | 10       | 1981             | 19                             |
| Francfort           | Allemagne          | Métro de Francfort                          | 65            | 9      | 86       | 1968             | 114                            |
| Francfort           | Allemagne          | S-Bahn Francfort                            | 297           | 9      | 111      | 1978             | 146                            |
| Gênes               | Italie             | Métro de Gênes                              | 7,1           | 1      | 8        | 1990             | 15,7                           |
| Glasgow             | Royaume-Uni        | Métro de Glasgow                            | 10,4          | 1      | 15       | 1896             | 14                             |
| Grenade             | Espagne            | Métro léger de Grenade                      | 15,5          | 1      | 24       | 2017             | 12                             |
| Hambourg            | Allemagne          | Métro de Hambourg (U-Bahn)                  | 101           | 3      | 89       | 1912             | 205,8                          |
| Hambourg            | Allemagne          | S-Bahn de Hambourg                          | 144           | 6      | 68       | 1924             |                                |
| Helsinki            | Finlande           | Métro d'Helsinki                            | 22,1          | 1      | 17       | 1982             |                                |
| Île-de-France       | France             | Grand Paris Express                         | 200           | 6      | 84       | en construction  |                                |
| Istanbul            | Turquie            | Métro d'Istanbul (partiellement)            | 194,2         | 10     | 133      | 1989             | 757                            |
| Kazan               | Russie             | Métro de Kazan                              | 10,32         | 1      | 7        | 2005             |                                |
| Kharkiv             | Ukraine            | Métro de Kharkiv                            | 39,3          | 3      | 28       | 1975             |                                |
| Kiev                | Ukraine            | Métro de Kiev                               | 66,1          | 3      | 51       | 1960             |                                |
| Kryvyï Rih          | Ukraine            | Métro léger de Kryvyï Rih                   |               | 1      | 11       | 1986             |                                |
| Lausanne            | Suisse             | Métro de Lausanne                           | 13,7          | 2      | 28       | 1991             |                                |
| Lille               | France             | Métro de Lille                              | 43,7          | 2      | 60       | 1983             |                                |
| Lisbonne            | Portugal           | Métro de Lisbonne                           | 37,7          | 4      | 46       | 1959             |                                |
| Liverpool           | Royaume-Uni        | Merseyrail                                  | 120           | 2      | 66       | 1969             |                                |
| Londres             | Royaume-Uni        | London Underground (Tube)                   | 408           | 11     | 270      | 1863             |                                |
| Londres             | Royaume-Uni        | Docklands Light Railway                     | 34            | 1      | 45       | 1987             |                                |
| Londres             | Royaume-Uni        | London Overground                           | 167           | 9      | 112      | 2007             |                                |
| Lyon                | France             | Métro de Lyon                               | 34,45         | 4      | 42       | 1978             | 208,214                        |
| Madrid              | Espagne            | Métro de Madrid                             | 309           | 13     | 318      | 1919             |                                |
| Madrid              | Espagne            | Métro léger de Madrid                       | 27,8          | 3      | 36       | 2007             |                                |
| Malaga              | Espagne            | Métro léger de Malaga                       | 11,3          | 2      | 17       | 2014             |                                |
| Marseille           | France             | Métro de Marseille                          | 21,5          | 2      | 28       | 1977             |                                |
| Milan               | Italie             | Métro de Milan                              | 108           | 4      | 110      | 1964             |                                |
| Milan               | Italie             | Service ferroviaire suburbain de Milan      | 403           | 12     | 125      | 2004             |                                |
| Minsk               | Biélorussie        | Métro de Minsk                              | 37,3          | 2      | 29       | 1984             |                                |
| Moscou              | Russie             | Métro de Moscou                             | 301,2         | 12     | 182      | 1935             |                                |
| Munich              | Allemagne          | Métro de Munich (U-Bahn)                    | 103           | 6      | 100      | 1971             |                                |
| Munich              | Allemagne          | S-Bahn de Munich                            | 442           | 10     | 148      | 1971             |                                |
| Naples              | Italie             | Métro de Naples                             | 30            | 3      | 30       | 1993             |                                |
| Naples              | Italie             | Service ferroviaire métropolitain de Naples | 217           | 9      | 163      | 1885             |                                |
| Newcastle-upon-Tyne | Royaume-Uni        | Métro Tyne & Wear                           | 77,7          | 2      | 60       | 1980             |                                |
| Nijni Novgorod      | Russie             | Métro de Nijni Novgorod                     | 15,3          | 2      | 13       | 1985             |                                |
| Nuremberg           | Allemagne          | Métro de Nuremberg (U-Bahn)                 | 38,2          | 3      | 49       | 1972             | 122                            |
| Nuremberg           | Allemagne          | S-Bahn de Nuremberg                         | 320           | 6      | 90       | 1987             |                                |
| Oeiras              | Portugal           | Métro léger d'Oeiras                        | 1,15          | 1      | 3        | 2004             |                                |
| Oslo                | Norvège            | Oslo T-Bane                                 | 84,2          | 6      | 104      | 1966             |                                |
| Palma               | Espagne            | Métro de Palma                              | 15,5          | 2      | 15       | 2007             |                                |
| Paris               | France             | Métro de Paris                              | 245,6         | 16     | 320      | 1900             |                                |
| Paris               | France             | RER d'Île-de-France                         | 587           | 5      | 257      | 1969             |                                |
| Pérouse             | Italie             | Métro de Pérouse                            | 4             | 1      | 7        | 2008             |                                |
| Prague              | République tchèque | Métro de Prague                             | 59,4          | 3      | 57       | 1974             |                                |
| Porto               | Portugal           | Métro de Porto                              | 60            | 5      | 70       | 2002             |                                |
| Rennes              | France             | Métro de Rennes                             | 23.5          | 2      | 28       | 2002             |                                |
| Rome                | Italie             | Métro de Rome                               | 60            | 3      | 75       | 1955             |                                |
| Rotterdam           | Pays-Bas           | Métro de Rotterdam                          | 78,3          | 5      | 62       | 1968             |                                |
| Samara              | Russie             | Métro de Samara                             | 10,2          | 1      | 9        | 1987             |                                |
| Saint-Pétersbourg   | Russie             | Métro de Saint-Pétersbourg                  | 111           | 5      | 64       | 1955             |                                |
| Saint-Sébastien     | Espagne            | Métro de Saint-Sébastien                    | 28            | 1      | 20       | 1913/2012        |                                |
| Séville             | Espagne            | Métro de Séville                            | 18,2          | 1      | 22       | 2009             |                                |
| Sofia               | Bulgarie           | Métro de Sofia                              | 52            | 4      | 47       | 1998             |                                |
| Stockholm           | Suède              | Métro de Stockholm                          | 105,7         | 7      | 100      | 1950             |                                |
| Stuttgart           | Allemagne          | Métro léger de Stuttgart                    | 128           | 15     | 200      | 1985             |                                |
| Tbilissi            | Géorgie            | Métro de Tbilissi                           | 26,4          | 2      | 22       | 1966             |                                |
| Thessalonique       | Grèce              | Métro de Thessalonique                      | 9,6           | 1      | 13       | 2024             |                                |
| Toulouse            | France             | Métro de Toulouse                           | 28,2          | 2      | 37       | 1993             |                                |
| Turin               | Italie             | Métro de Turin                              | 13,2          | 1      | 20       | 2006             |                                |
| Valence             | Espagne            | Métro de Valence                            | 175,34        | 5      | 169      | 1988             |                                |
| Varsovie            | Pologne            | Métro de Varsovie                           | 29,2          | 2      | 28       | 1995             |                                |
| Vienne              | Autriche           | Métro de Vienne                             | 74,6          | 5      | 90       | 1978             |                                |
| Vilnius             | Lituanie           | Métro de Vilnius                            | 34            | 3      | 25       | en étude         |                                |
| Volgograd           | Russie             | Métro léger de Volgograd                    | 17,3          | 2      | 22       | 1984             |                                |
| Wuppertal           | Allemagne          | Wuppertaler Schwebebahn                     | 13,3          | 1      | 20       | 1901             |                                |

## Liste des métros lourds et monorails
Cette liste ne contient que les métros lourds et monorails d’Europe.
| Ville               | Pays               | Article                    | Longueur du réseau | Nombre de lignes | Nombre de stations | Date d'ouverture |
| ------------------- | ------------------ | -------------------------- | ------------------ | ---------------- | ------------------ | ---------------- |
| Amsterdam           | Pays-Bas           | Métro d'Amsterdam          | 42,5               | 4                | 52                 | 1977             |
| Athènes             | Grèce              | Métro d'Athènes            | 57,7               | 3                | 58                 | 1869             |
| Bakou               | Azerbaïdjan        | Métro de Bakou             | 36,7               | 3                | 25                 | 1967             |
| Barcelone           | Espagne            | Métro de Barcelone         | 125                | 11               | 165                | 1924             |
| Berlin              | Allemagne          | Métro de Berlin (U-Bahn)   | 146,3              | 10               | 173                | 1902             |
| Bilbao              | Espagne            | Métro de Bilbao            | 43,31              | 2                | 40                 | 1995             |
| Brescia             | Italie             | Métro de Brescia           | 13,7               | 1                | 17                 | 2013             |
| Bruxelles           | Belgique           | Métro de Bruxelles         | 155                | 8                | 192                | 1976             |
| Bucarest            | Roumanie           | Métro de Bucarest          | 71                 | 4                | 52                 | 1979             |
| Budapest            | Hongrie            | Métro de Budapest          | 33                 | 3                | 42                 | 1896             |
| Catane              | Italie             | Métro de Catane            | 3,8                | 1                | 6                  | 1999             |
| Cluj-Napoca         | Roumanie           | Métro de Cluj-Napoca       | 21.0               | 1                | 19                 | en étude         |
| Copenhague          | Danemark           | Métro de Copenhague        | 21                 | 2                | 22                 | 2002             |
| Dnipro              | Ukraine            | Métro de Dnipro            | 7,8                | 1                | 6                  | 1995             |
| Donetsk             | Ukraine            | Métro de Donetsk           | 9,6                | 1                | 6                  | en construction  |
| Erevan              | Arménie            | Métro d'Erevan             | 12,1               | 1                | 10                 | 1981             |
| Gênes               | Italie             | Métro de Gênes             | 5                  | 1                | 7                  | 1990             |
| Glasgow             | Royaume-Uni        | Métro de Glasgow           | 10,4               | 1                | 15                 | 1896             |
| Hambourg            | Allemagne          | Métro de Hambourg (U-Bahn) | 101                | 3                | 89                 | 1912             |
| Helsinki            | Finlande           | Métro d'Helsinki           | 22,1               | 1                | 17                 | 1982             |
| Île-de-France       | France             | Grand Paris Express        | 200                | 6                | 84                 | en construction  |
| Kazan               | Russie             | Métro de Kazan             | 10,32              | 1                | 7                  | 2005             |
| Kharkiv             | Ukraine            | Métro de Kharkiv           | 39,3               | 3                | 28                 | 1975             |
| Kiev                | Ukraine            | Métro de Kiev              | 66,1               | 3                | 51                 | 1960             |
| Lausanne            | Suisse             | Métro de Lausanne          | 13,7               | 2                | 28                 | 1991             |
| Lisbonne            | Portugal           | Métro de Lisbonne          | 37,7               | 4                | 46                 | 1959             |
| Liverpool           | Royaume-Uni        | Merseyrail                 | 120                | 2                | 66                 | 1969             |
| Londres             | Royaume-Uni        | London Underground (Tube)  | 408                | 11               | 270                | 1863             |
| Lyon                | France             | Métro de Lyon              | 34,45              | 4                | 42                 | 1974             |
| Madrid              | Espagne            | Métro de Madrid            | 309                | 13               | 318                | 1919             |
| Marseille           | France             | Métro de Marseille         | 21,5               | 2                | 28                 | 1977             |
| Milan               | Italie             | Métro de Milan             | 100                | 4                | 113                | 1964             |
| Minsk               | Biélorussie        | Métro de Minsk             | 30,3               | 2                | 25                 | 1984             |
| Moscou              | Russie             | Métro de Moscou            | 301,2              | 12               | 182                | 1935             |
| Munich              | Allemagne          | Métro de Munich (U-Bahn)   | 103                | 6                | 100                | 1971             |
| Naples              | Italie             | Métro de Naples            | 20,3               | 2                | 21                 | 1993             |
| Newcastle-upon-Tyne | Royaume-Uni        | Métro Tyne & Wear          | 77,7               | 2                | 60                 | 1980             |
| Nijni Novgorod      | Russie             | Métro de Nijni Novgorod    | 15,3               | 2                | 13                 | 1985             |
| Nuremberg           | Allemagne          | Métro de Nuremberg         | 38,2               | 3                | 49                 | 1972             |
| Oslo                | Norvège            | Oslo T-Bane                | 84,2               | 6                | 104                | 1966             |
| Palma               | Espagne            | Métro de Palma             | 15,5               | 2                | 15                 | 2007             |
| Paris               | France             | Métro de Paris             | 435                | 16               | 339                | 1900             |
| Prague              | République tchèque | Métro de Prague            | 59,4               | 3                | 57                 | 1974             |
| Rome                | Italie             | Métro de Rome              | 60                 | 3                | 74                 | 1955             |
| Rotterdam           | Pays-Bas           | Métro de Rotterdam         | 78,3               | 5                | 62                 | 1968             |
| Samara              | Russie             | Métro de Samara            | 10,2               | 1                | 9                  | 1987             |
| Saint-Pétersbourg   | Russie             | Métro de Saint-Pétersbourg | 111                | 5                | 64                 | 1955             |
| Séville             | Espagne            | Métro de Séville           | 18                 | 1                | 22                 | 2009             |
| Sofia               | Bulgarie           | Métro de Sofia             | 17,9               | 1                | 14                 | 1998             |
| Stockholm           | Suède              | Métro de Stockholm         | 105,7              | 7                | 100                | 1950             |
| Tbilissi            | Géorgie            | Métro de Tbilissi          | 26,4               | 2                | 22                 | 1966             |
| Thessalonique       | Grèce              | Métro de Thessalonique     | 19,6               | 1                | 13                 | en construction  |
| Valence             | Espagne            | Métro de Valence           | 175,34             | 5                | 169                | 1988             |
| Varsovie            | Pologne            | Métro de Varsovie          | 23,1               | 1                | 21                 | 1995             |
| Vienne              | Autriche           | Métro de Vienne            | 74,6               | 5                | 90                 | 1978             |
| Wuppertal           | Allemagne          | Wuppertaler Schwebebahn    | 13,3               | 1                | 20                 | 1901             |

## Liste des métros légers et prémétros
Cette liste contient les VAL, métros légers et prémétros d’Europe.
| Ville      | Pays        | Article                         | Longueur du réseau | Nombre de lignes | Nombre de stations | Date d'ouverture |
| ---------- | ----------- | ------------------------------- | ------------------ | ---------------- | ------------------ | ---------------- |
| Anvers     | Belgique    | Prémétro d'Anvers               | 8                  | 5                | 11                 | 1975             |
| Belgrade   | Serbie      | Métro léger de Belgrade (Belam) | 12,5               | 1                | 20                 | en construction  |
| Bergen     | Norvège     | Métro léger de Bergen           | 9,8                | 1                | 15                 | 2010             |
| Bruxelles  | Belgique    | Prémétro de Bruxelles           | 15,7               | 14               | 15                 | 1969             |
| Charleroi  | Belgique    | Métro léger de Charleroi        | 17,5               | 3                | 30                 | 1976             |
| Cologne    | Allemagne   | Métro léger de Cologne          | 192,2              | 11               | 220                | 1968             |
| Dortmund   | Allemagne   | Métro léger de Dortmund         | 77                 | 8                | 83                 | 1984             |
| Düsseldorf | Allemagne   | Métro léger de Düsseldorf       | 68,5               | 7                | 98                 | 1981             |
| Francfort  | Allemagne   | Métro de Francfort              | 65                 | 9                | 86                 | 1968             |
| Grenade    | Espagne     | Métro léger de Grenade          | 15,5               | 1                | 24                 | 2017             |
| La Haye    | Pays-Bas    | Tramway de La Haye              | 3                  | 5                | 5                  | 1976             |
| Kryvyï Rih | Ukraine     | Métro léger de Kryvyï Rih       |                    | 1                | 11                 | 1986             |
| Lille      | France      | Métro de Lille                  | 45,2               | 2                | 60                 | 1983             |
| Londres    | Royaume-Uni | Docklands Light Railway         | 34                 | 1                | 45                 | 1987             |
| Madrid     | Espagne     | Métro léger de Madrid           | 27,8               | 3                | 36                 | 2007             |
| Malaga     | Espagne     | Métro léger de Malaga           | 13,6               | 2                | 19                 | 2014             |
| Manchester | Royaume-Uni | Métro léger de Manchester       | 73,4               | 6                | 69                 | 1992             |
| Oeiras     | Portugal    | Métro léger d'Oeiras            | 1,15               | 1                | 3                  | 2004             |
| Orly       | France      | Orlyval                         | 7,3                | 1                | 3                  | 1991             |
| Pérouse    | Italie      | Métro de Pérouse                | 4                  | 1                | 7                  | 2008             |
| Porto      | Portugal    | Métro de Porto                  | 60                 | 5                | 70                 | 2002             |
| Rennes     | France      | Métro de Rennes                 | 23.5               | 2                | 28                 | 2002             |
| Rouen      | France      | Tramway de Rouen                | 15,1               | 1                | 31                 | 1994             |
| Stuttgart  | Allemagne   | Métro léger de Stuttgart        | 128                | 15               | 200                | 1985             |
| Toulouse   | France      | Métro de Toulouse               | 28,2               | 2                | 37                 | 1993             |
| Turin      | Italie      | Métro de Turin                  | 13,2               | 1                | 20                 | 2006             |
| Volgograd  | Russie      | Métro léger de Volgograd        | 17,3               | 2                | 22                 | 1984             |
| Zurich     | Suisse      | Tramway de Zurich               | 2,213              | 2                | 3                  | 1986             |